# Геологія Лаосу
Геологічна будова Лаосу.
Тер. Л. розташована в межах Індосінійського серединного масиву й обрамовуючих його палеозойських (ранньомезозойських) Лаосько-В'єтнамського та Центрально-індокитайського складчастих поясів.
На північно-західні країни розвинені верхньопалеозойські карбонатно-теригенні товщі (з пачками ефузивів середнього й основного складу), зім'яті в лінійні складки, які містять дрібні габро-ґранодіорит-гранітні інтрузії, з якими пов'язані вияви міді, золота, свинцю, стибію, кам'яного вугілля і солі, дорогоцінних каменів. Вище незгідно залягають моласи верхнього тріасу і юри.
У будові північно-східних районів беруть участь в основному інтенсивно дислоковані карбонатно-теригенно-кременисті відклади нижнього і середнього палеозою з великими згідними тілами гранітів кам'яно-вугільного віку. Вище неузгоджено залягають карбонатні й вулканогенно-осадові утворення верх. палеозою і тріасу, прорвані мезозойськими й кайнозойськими інтрузіями, з якими пов'язані рудопрояви заліза, олова, міді, свинцю, алювіальні розсипи золота.
У смузі розвитку теригенно-кременистих і вулканогенних товщ пермо-тріасу відмічаються вияви марганцю і піриту. На півдні й південному сході країни на поверхні розкриті кристалічні утворення докембрію Індосинійського масиву (вияви золота, міді, свинцю) і помірно дислоковані відклади сер. і верх. палеозою з кислими вулканітами. Більша частина масиву перекрита субгоризонтальним чохлом переважно континентальних мезозойських порід що утворюють північний-північно-східний борт синеклізи Корат, з тріасовими ефузивами якої пов'язані родовища міді, свинцю, олова, а з відкладами крейди — сильвініту. На великих ділянках розвинені покривала кайнозойських базальтів, кори вивітрювання яких бокситоносні.